# Kinas
För andra betydelser, se Kina (olika betydelser).
Kinas är en grupp enzymer som har förmågan att överföra en fosfatgrupp från energirika fosfater, vanligtvis trifosfatnukleotider (till exempel ATP), till proteiner eller andra molekyler. Kinaser har ofta så kallad induced fit, vilket innebär att enzymet ändrar form när substraten, den energirika fosfaten och mottagarmolekylen, binder in. Enzymet viker då in sitt aktiva säte, platsen där reaktionen sker, så att det omgivande vattnet inte kommer åt. Skulle det aktiva sätet vara exponerat för vatten skulle detta kunna hydrolysera den energirika fosfaten, vilket förstör överföringen. Att enzymet viker in sitt aktiva säte bidrar också till en ökat hydrofob omgivning, vilket underlättar reaktionen.
Vissa delar av cellcykeln styrs av kinasers verksamhet.